# Margarita Victoria García Cañellas
Margarita Victoria García Cañellas   (Palma, 2 de gener de 1984) és una atleta i ciclista balear. Actualment forma part de l'equip Liv AlUla Jayco. De 2015 a 2017 milità al Bizkaia-Durango.
Especialista en duatló, el 2016 es va proclamar campiona del món en relleus mixtos.

## Palmarès en duatló
- 2015
  -  Campiona d'Espanya en llarga distància
- 2016
  - Campiona del món en relleus mixtos
  -  Campiona d'Espanya en llarga distància

## Palmarès en ciclisme
- 2016
  -  Campiona d'Espanya en ruta
  - 1a a la Volta a Burgos
  - 1a al Gran Premi Muniadona
  - 1a al Trofeu Vila de Noja
  - 1a a l'Emakumeen Aiztondo Sari Nagusia
  - 1a al Trofeu Ria de Marín
- 2017
  - 1a a la Copa d'Espanya
- 2018
  -  Campiona d'Espanya de contrarellotge
- 2020
  -  Campiona d'Espanya en ruta
  -  Campiona d'Espanya de contrarellotge
  - Vencedora de 2 etapes al Tour de l'Ardecha
- 2021
  -  Campiona d'Espanya en ruta
  -  Campiona d'Espanya de contrarellotge
  - 1a al Giro de l'Emília femení
- 2022
  -  Campiona d'Espanya en ruta
  -  Campiona d'Espanya de contrarellotge
  - Vencedora d'una etapa a la Volta a Burgos femenina
  - Vencedora del Gran Premi de Plouay Bretagne
- 2023
  -  Campiona d'Espanya en ruta
- 2024
  - 1a a la Volta a Andalusia i vencedora d'una etapa
- 2025
  - Vencedora d'una etapa al Tour de França

### Resultats a les Grans Voltes

#### Giro d'Itàlia
- 2016: 16a posició
- 2018: 11a posició
- 2020: 9a posició
- 2021: 5a posició
- 2022: 3a posició
- 2023: 7a posició
- 2024: 9a posició

#### Tour de França
- 2022: 10a posició
- 2023: no surt a la 8a etapa
- 2024: 26a posició
- 2025: 27a posició i vencedora de la 2a etapa

#### Volta a Espanya
- 2023: 9a posició
- 2024: 20a posició
- 2025: 18a posició